# Luciano Berti
Luciano Berti (Firenze, 23 luglio 1922 – Firenze, 15 giugno 2010) è stato uno storico dell'arte italiano.

## Biografia
Lavorò in varie soprintendenze, come quelle di Pisa o di Arezzo, battendo spesso il territorio per censire il patrimonio di pievi e piccoli abitati. Ordinò museograficamente casa Vasari ad Arezzo.
Fu direttore del Bargello durante l'alluvione di Firenze del 1966 e direttore degli Uffizi dal 1969 fino alla pensione, nel 1987. Contemporaneamente fu anche sovrintendente ai beni artistici e storici di Firenze. Negli anni settanta allestì la Tribuna, secondo un assetto smantellato solo con i lavori di restauro iniziati nel 2009. Curò inoltre il Catalogo Generale della Galleria. Nel 1981, in occasione dei 400 anni della Galleria, invitò artisti contemporanei a donare i loro autoritratti per la collezione del Corridoio vasariano, ricevendo opere di alcune delle più grandi personalità del Novecento, da Renato Guttuso a Giorgio Morandi, da Giacomo Manzù a Robert Rauschenberg.
Studiò approfonditamente Pontormo e Masaccio (sua fu la scoperta del Trittico di San Giovenale del 1961, prima opera attribuita a Masaccio e primo saggio conosciuto di prospettiva geometrica in pittura), nonché il tempo di Francesco I de' Medici e degli artisti dello Studiolo.
Tra le mostre da lui organizzate spicca Il primato del disegno a palazzo Strozzi, pietra miliare degli studi sul Rinascimento fiorentino.
Negli ultimi anni era presidente di Casa Buonarroti e primo presidente degli Amici degli Uffizi. Tra i suoi ultimi scritti uno studio sulle fonti fiorentine del Caravaggio, per le celebrazioni del 2010.